# Dubai Hills
Dubai Hills ist ein Ultra-Luxus-Wohngebiet, das sich innerhalb der Mohammed Bin Rashid City in Dubai in den Vereinigten Arabischen Emirate (VAE) befindet.
Die errichteten Villen in Dubai Hills sind meist zwischen 1800 und 2800 m² groß und gruppieren sich rund um einen 18-Loch-Golfplatz. Der Bauherr ist Emaar Properties, die auch die MBR-City errichten.